# Łukasz Jarosz (kickbokser)
Łukasz Jarosz (ur. 12 stycznia 1979 w Krakowie) – polski kickbokser i karateka, mistrz świata amatorów WAKO z 2005 oraz zawodowy mistrz świata ISKA z 2006. Od 2017 prezes Stowarzyszenie Sportów Walki Jarosz Fight Club.

## Kariera sportowa
W wieku 13 lat zainteresował się karate, trenując pod okiem Józefa Rączki tradycyjną odmianę tej dyscypliny. Po czasie rozpoczął treningi w formule Oyama Karate sięgając w latach 1997–1999 trzykrotnie po tytuł mistrza Polski, ponadto wygrywał Puchar Polski w 1997. W tym samym roku zajmował 5. miejsce na mistrzostwach Europy i 4. na mistrzostwach świata. Następnie zainteresował się kick-boxingiem. W 2002 został wicemistrzem Polski w formule full contact, natomiast rok później został już mistrzem.
Poza tytułem mistrza Polski w 2003 wygrał Otwarty Puchar Świata w Debreczynie, oraz zdobył brąz na mistrzostwach świata WAKO w Paryżu w kategorii do 91 kg. Od 2004 zrezygnował ze startów w full contact na rzecz formuły low kick, gdzie święcił w niej największe sukcesy, m.in. tytuł mistrza Polski (2004, 2005), mistrza Europy (2004, Budva) oraz mistrza świata organizacji WAKO (2005, Agadir) w wadze +91 kg.
Po amatorskich sukcesach skupił się na zawodowstwie. Pierwszy większy sukces zanotował w 2004 we Wrocławiu, podczas pierwszego w Polsce turnieju wagi ciężkiej na zasadach K-1, który wygrał, pokonując w finale Rafała Petertila przez techniczny nokaut w pierwszej rundzie. 11 marca 2006 zdobył tytuł mistrza świata federacji ISKA w wadze super ciężkiej (+96,5 kg) w formule low kick po pokonaniu Turka Ismaila Yesila przez KO po prawym sierpowym na gali w Wiedniu. Tytuł ISKA obronił 6 marca 2007 w Nowym Targu starciu z Bośniakiem Senadem Hadziciem którego znokautował w trzeciej rundzie.
9 czerwca 2007 wygrał ośmioosobowy turniej K-1 w Nowym Targu, pokonując wszystkich trzech rywali przed czasem, w tym w finale Marcina Różalskiego. 20 dni później wziął udział w turnieju Kickboxing Fighting European Tour we francuskim Martigues dochodząc do półfinału, w którym przegrał z Rosjaninem Dżamałem Kasumowem na punkty. 8 kwietnia 2008 wystąpił na gali K-1 Europe MAX 2008 Grand Prix w Warszawie nokautując Brytyjczyka Willa Riva w drugiej rundzie. 25 października 2008 pokonał przez KO po wysokim kopnięciu Łukasza Jurkowskiego w pierwszej rundzie, natomiast już 29 listopada zwyciężył Petera Muldera na gali It’s Showtime w Eindhoven.
10 maja 2009 w Płocku przegrał przez KO w trzeciej rundzie z Holendrem Brianem Douwesem. 14 listopada 2009 pokonał Michała Olasia po czym na wiele lat wycofał się ze startów, skupiając się na trenowaniu swoich podopiecznych. Po ponad 8 latach przerwy 25 maja 2018 na gali Boxing Night 14 na Stadionie Narodowym w Warszawie powrócił do kickboxingu, pokonując przez TKO w drugiej rundzie Michała Wlazło.
Jest współzałożycielem Stowarzyszenia Sportów Walki „Krokus” Nowy Targ. Jego trenerem jest Tomasz Mamulski. Żonaty z Moniką Skowron. Mieszka w Rabce-Zdroju.
W 2019 Łukasz Jarosz otworzył swoje centrum treningowe pod nazwą „Jarosz Fight Club”, które znajduje się w Rabce-Zdroju na ul. Do Pociesznej Wody 11C, pierwsza siedziba centrum treningowego znajdowała się w Rabce-Zdroju na ul. Orkana 49 w wynajmowanym pomieszczeniu.

### Działalność społeczna
Łukasz Jarosz założył 29 listopada 2017 r. stowarzyszenie Stowarzyszenie Sportów Walki Jarosz Fight Club i zarazem stał się jego prezesem, ów stowarzyszenie ma na celu m.in.: Działalność w zakresie ekonomii społecznej oraz działalność na rzecz integracji i reintegracji społecznej oraz zawodowej.

## Osiągnięcia
Kickboxing
- Zawodowe:
  - 2004: I Grand Prix Polski – 1. miejsce w wadze ciężkiej
  - 2007: K-1 Poland GP – 1. miejsce w wadze ciężkiej
  - 2006–2007: mistrz świata ISKA w wadze super ciężkiej w formule low kick

- Amatorskie:
  - 2002: Mistrzostwa Polski w Kickboxingu – 2. miejsce w formule full contact
  - 2003: Mistrzostwa Polski w Kickboxingu – 1. miejsce w formule full contact
  - 2003: Otwarty Puchar Świata w Kickboxingu – 1. miejsce
  - 2003: Mistrzostwa Świata WAKO w Kickboxingu – 3. miejsce w kat. -91 kg w formule full contact
  - 2004: Mistrzostwa Polski w Kickboxingu – 1. miejsce w formule low kick
  - 2004: Mistrzostwa Europy WAKO w Kickboxingu – 1. miejsce w kat. +91 kg w formule low kick
  - 2005: Mistrzostwa Polski w Kickboxingu – 1. miejsce w formule low kick
  - 2005: Mistrzostwa Świata WAKO w Kickboxingu – 1. miejsce w kat. +91 kg w formule low kick

Karate:
- 1997–1999: trzykrotny mistrz Polski w Oyama Karate
- 1997: Puchar Polski w Oyama Karate – 1. miejsce

### Nagrody
- Osobowości z Rabki-Zdroju 2018[19]